# KNVB Beker 2011/12 (vrouwen)
De 32e editie van de KNVB Beker voor vrouwen ging op 27 augustus 2011 van start. Titelverdediger AZ hief haar ploeg op en nam derhalve niet deel. Op 27 mei 2012 won ADO Den Haag in eigen stadion met 5-2 de finale van VVV-Venlo en legde daarmee voor het eerst beslag op de beker.

## Opzet
Deze editie van de KNVB Beker voor vrouwen begon met een groepsfase van negen poules. Enkel de groepswinnaars stroomden door naar de volgende fase van het toernooi. Vanaf de tweede ronde begon de knock-outfase en stroomden de Eredivisie-teams in.

## Speeldata
| Fase          | Ronde       | speeldata              |
| ------------- | ----------- | ---------------------- |
| Groepsfase    | Speeldag 1  | 27 en 28 augustus 2011 |
| Groepsfase    | Speeldag 2  | 22 en 23 oktober 2011  |
| Groepsfase    | Speeldag 3  | 26 en 27 november 2011 |
| Knock-outfase | 1/8 finales | 18 en 19 februari 2012 |
| Knock-outfase | 1/4 finales | 16 en 17 maart 2012    |
| Knock-outfase | 1/2 finales | 9 april 2012           |
| Knock-outfase | Finale      | 26 mei 2012            |

## Deelnemers
Er nemen dit seizoen 42 clubteams deel. Zeven clubs uit de Eredivisie en 35 amateurverenigingen.
| Competitie           | Clubs                        | Clubs                | Clubs          | Clubs        |
| -------------------- | ---------------------------- | -------------------- | -------------- | ------------ |
| Eredivisie           | ADO Den Haag                 | SC Telstar VVNH      | FC Utrecht     | FC Zwolle    |
| Eredivisie           | sc Heerenveen                | FC Twente            | VVV-Venlo      |              |
| Topklasse            | ATC '65 powered by FC Twente | Fortuna Wormerveer   | VV Reiger Boys | SV Saestum   |
| Topklasse            | Be Quick '28                 | Oranje Nassau        | RKTSV          | SteDoCo      |
| Topklasse            | SC Buitenveldert             | RCL                  | RVVH           | Ter Leede    |
| Hoofdklasse Zaterdag | Be Quick Dokkum              | HZVV                 | vv Oerterp     | Ter Leede 2  |
| Hoofdklasse Zaterdag | CSW                          | The Knickerbockers   | VV Oostkapelle | Wartburgia   |
| Hoofdklasse Zaterdag | DTS Ede                      | Odysseus '91         | vv SSS         | SC 't Zand   |
| Hoofdklasse Zondag   | Almania                      | Fortuna Wormerveer 2 | FC Medemblik   | SV Venray    |
| Hoofdklasse Zondag   | FC Berghuizen                | FC Gelre             | Prinses Irene  | SC 't Zand-2 |
| Hoofdklasse Zondag   | VV DESK                      | Kolping Boys         | RKHVV          |              |

## Wedstrijden

### Groepsfase
| Legenda kleuren in de tabellen |
| ------------------------------ |
| Nrs. 1 door naar tweede ronde  |
| Uitgeschakeld                  |

#### Poule 1
| # | Club                 | Wedstrijden | Wedstrijden | Wedstrijden | Wedstrijden | Doelpunten | Doelpunten | Doelpunten | Punten |
| - | -------------------- | ----------- | ----------- | ----------- | ----------- | ---------- | ---------- | ---------- | ------ |
| # | Club                 | G           | W           | G           | V           | V          | T          | Saldo      | Punten |
| 1 | Ter Leede            | 2           | 2           | 0           | 0           | 8          | 1          | +7         | 6      |
| 2 | SC Buitenveldert     | 2           | 1           | 0           | 1           | 8          | 4          | +4         | 3      |
| 3 | Fortuna Wormerveer 2 | 2           | 0           | 0           | 2           | 1          | 12         | −11        | 0      |
| 4 | CSW                  | CSW         | CSW         | CSW         | CSW         | CSW        | CSW        | CSW        | CSW    |

| Datum   | Tijd  | Team                 | Score | Team                 |
| ------- | ----- | -------------------- | ----- | -------------------- |
| 27 aug. | 13:00 | Buitenveldert        | 5 – 0 | CSW                  |
| 27 aug. | 14:00 | Fortuna Wormerveer 2 | 0 – 5 | Ter Leede            |
| 22 okt. | 13:00 | Ter Leede            | 3 – 1 | Buitenveldert        |
| 22 okt. | 16:15 | CSW                  | 3 – 2 | Fortuna Wormerveer 2 |
| 26 nov. | 14:30 | Fortuna Wormerveer 2 | 1 – 7 | Buitenveldert        |
| nvt     | nvt   | CSW                  | –     | Ter Leede            |

#### Poule 2
| # | Club               | Wedstrijden  | Wedstrijden  | Wedstrijden  | Wedstrijden  | Doelpunten   | Doelpunten   | Doelpunten   | Punten       |
| - | ------------------ | ------------ | ------------ | ------------ | ------------ | ------------ | ------------ | ------------ | ------------ |
| # | Club               | G            | W            | G            | V            | V            | T            | Saldo        | Punten       |
| 1 | VV Reiger Boys     | 2            | 1            | 1            | 0            | 4            | 3            | +1           | 4            |
| 2 | Fortuna Wormerveer | 2            | 1            | 0            | 1            | 5            | 4            | +1           | 3            |
| 3 | FC Medemblik       | 2            | 0            | 1            | 1            | 4            | 6            | −2           | 1            |
| 4 | Kolping Boys       | Kolping Boys | Kolping Boys | Kolping Boys | Kolping Boys | Kolping Boys | Kolping Boys | Kolping Boys | Kolping Boys |

| Datum   | Tijd  | Team               | Score    | Team               |
| ------- | ----- | ------------------ | -------- | ------------------ |
| 27 aug. | 14:30 | Kolping Boys       | afgelast | Reiger Boys        |
| 28 aug. | 14:30 | Fortuna Wormerveer | 4 – 2    | Medemblik          |
| nvt     | nvt   | Medemblik          | –        | Kolping Boys       |
| 24 nov. | 20:00 | Medemblik          | 2 – 2    | Reiger Boys        |
| nvt     | nvt   | Kolping Boys       | –        | Fortuna Wormerveer |
| 21 jan. | 14:45 | Reiger Boys        | 2 – 1    | Fortuna Wormerveer |

#### Poule 3
| # | Club         | Wedstrijden | Wedstrijden | Wedstrijden | Wedstrijden | Doelpunten | Doelpunten | Doelpunten | Punten |
| - | ------------ | ----------- | ----------- | ----------- | ----------- | ---------- | ---------- | ---------- | ------ |
| # | Club         | G           | W           | G           | V           | V          | T          | Saldo      | Punten |
| 1 | SV Saestum   | 3           | 2           | 1           | 0           | 16         | 4          | +12        | 7      |
| 2 | ATC ’65      | 3           | 1           | 2           | 0           | 10         | 6          | +4         | 5      |
| 3 | DTS Ede      | 3           | 1           | 0           | 2           | 10         | 12         | −2         | 3      |
| 4 | Odysseus '91 | 3           | 0           | 1           | 2           | 3          | 17         | −14        | 1      |

| Datum   | Tijd  | Team         | Score | Team         |
| ------- | ----- | ------------ | ----- | ------------ |
| 27 aug. | 12:30 | Odysseus '91 | 2 – 2 | ATC '65      |
| 27 aug. | 14:30 | SV Saestum   | 6 – 1 | DTS          |
| 22 okt. | 12:00 | ATC '65      | 2 – 2 | SV Saestum   |
| 22 okt. | 15:00 | DTS          | 7 – 0 | Odysseus '91 |
| 26 nov. | 12:30 | Odysseus '91 | 1 – 8 | SV Saestum   |
| 26 nov. | 15:00 | DTS          | 2 – 6 | ATC '65      |

#### Poule 4
| # | Club        | Wedstrijden | Wedstrijden | Wedstrijden | Wedstrijden | Doelpunten | Doelpunten | Doelpunten | Punten |
| - | ----------- | ----------- | ----------- | ----------- | ----------- | ---------- | ---------- | ---------- | ------ |
| # | Club        | G           | W           | G           | V           | V          | T          | Saldo      | Punten |
| 1 | RCL         | 3           | 3           | 0           | 0           | 13         | 2          | +11        | 9      |
| 2 | RVVH        | 3           | 1           | 1           | 1           | 5          | 5          | 0          | 4      |
| 3 | Wartburgia  | 3           | 1           | 1           | 1           | 8          | 8          | 0          | 4      |
| 4 | Ter Leede 2 | 3           | 0           | 0           | 3           | 3          | 14         | −11        | 0      |

| Datum   | Tijd   | Team        | Score    | Team        |
| ------- | ------ | ----------- | -------- | ----------- |
| 27 aug. | 11:30  | RCL         | gestaakt | Wartburgia  |
| 27 aug. | 12:30  | Ter Leede 2 | 2 – 3    | RVVH        |
| 20 sep. | 20: 00 | RCL         | 7 – 0    | Wartburgia  |
| 22 okt. | 14:30  | Wartburgia  | 7 – 0    | Ter Leede 2 |
| 22 okt. | 14:30  | RVVH        | 1 – 2    | RCL         |
| 26 nov. | 12:30  | Ter Leede 2 | 1 – 4    | RCL         |
| 26 nov. | 14:30  | Wartburgia  | 1 – 1    | RVVH        |

#### Poule 5
| # | Club           | Wedstrijden | Wedstrijden | Wedstrijden | Wedstrijden | Doelpunten | Doelpunten | Doelpunten | Punten |
| - | -------------- | ----------- | ----------- | ----------- | ----------- | ---------- | ---------- | ---------- | ------ |
| # | Club           | G           | W           | G           | V           | V          | T          | Saldo      | Punten |
| 1 | VV Oostkapelle | 3           | 2           | 1           | 0           | 5          | 2          | +3         | 7      |
| 2 | vv SSS         | 3           | 1           | 2           | 0           | 9          | 4          | +5         | 5      |
| 3 | SC 't Zand-2   | 3           | 1           | 0           | 2           | 5          | 11         | −6         | 3      |
| 4 | SteDoCo        | 3           | 0           | 1           | 2           | 4          | 6          | −2         | 1      |

| Datum   | Tijd  | Team        | Score | Team        |
| ------- | ----- | ----------- | ----- | ----------- |
| 27 aug. | 12:00 | 't Zand 2   | 1 – 6 | SSS         |
| 27 aug. | 15:00 | SteDoCo     | 0 – 1 | Oostkapelle |
| 22 okt. | 15:00 | SSS         | 3 – 3 | SteDoCo     |
| 22 okt. | 16:15 | Oostkapelle | 4 – 2 | 't Zand 2   |
| 26 nov. | 14:30 | 't Zand 2   | 2 – 1 | SteDoCo     |
| 26 nov. | 14:30 | Oostkapelle | 0 – 0 | SSS         |

#### Poule 6
| # | Club         | Wedstrijden  | Wedstrijden  | Wedstrijden  | Wedstrijden  | Doelpunten   | Doelpunten   | Doelpunten   | Punten       |
| - | ------------ | ------------ | ------------ | ------------ | ------------ | ------------ | ------------ | ------------ | ------------ |
| # | Club         | G            | W            | G            | V            | V            | T            | Saldo        | Punten       |
| 1 | SV Venray    | 2            | 2            | 0            | 0            | 10           | 4            | +6           | 6            |
| 2 | RKTSV        | 2            | 1            | 0            | 1            | 11           | 5            | +6           | 3            |
| 3 | VV DESK      | 2            | 0            | 0            | 2            | 2            | 14           | −12          | 0            |
| 4 | RKVV Almania | RKVV Almania | RKVV Almania | RKVV Almania | RKVV Almania | RKVV Almania | RKVV Almania | RKVV Almania | RKVV Almania |

| Datum   | Tijd  | Team    | Score | Team    |
| ------- | ----- | ------- | ----- | ------- |
| nvt     | nvt   | DESK    | –     | Almania |
| 28 aug. | 14:30 | RKTSV   | 3 – 4 | Venray  |
| 23 okt. | 13:00 | DESK    | 1 – 8 | RKTSV   |
| nvt     | nvt   | Almania | –     | RKTSV   |
| 27 nov. | 12:00 | Venray  | 6 – 1 | DESK    |
| nvt     | nvt   | Venray  | –     | Almania |

#### Poule 7
| # | Club               | Wedstrijden | Wedstrijden | Wedstrijden | Wedstrijden | Doelpunten | Doelpunten | Doelpunten | Punten |
| - | ------------------ | ----------- | ----------- | ----------- | ----------- | ---------- | ---------- | ---------- | ------ |
| # | Club               | G           | W           | G           | V           | V          | T          | Saldo      | Punten |
| 1 | RKHVV              | 3           | 2           | 1           | 0           | 11         | 2          | +9         | 7      |
| 2 | SC 't Zand         | 3           | 1           | 1           | 1           | 7          | 6          | +1         | 4      |
| 3 | FC Gelre           | 3           | 1           | 0           | 2           | 6          | 8          | −2         | 4      |
| 4 | RKSV Prinses Irene | 3           | 1           | 0           | 2           | 5          | 13         | −8         | 3      |

| Datum   | Tijd  | Team          | Score | Team          |
| ------- | ----- | ------------- | ----- | ------------- |
| 27 aug. | 17:00 | 't Zand       | 2 – 4 | Prinses Irene |
| 28 aug. | 14:30 | RKHVV         | 4 – 0 | FC Gelre      |
| 22 okt. | 16:15 | FC Gelre      | 1 – 4 | 't Zand       |
| 23 okt. | 12:00 | Prinses Irene | 1 – 6 | RKHVV         |
| 26 nov. | 14:45 | 't Zand       | 1 – 1 | RKHVV         |
| 27 nov. | 14:30 | FC Gelre      | 5 – 0 | Prinses Irene |

#### Poule 8
| # | Club          | Wedstrijden | Wedstrijden | Wedstrijden | Wedstrijden | Doelpunten | Doelpunten | Doelpunten | Punten |
| - | ------------- | ----------- | ----------- | ----------- | ----------- | ---------- | ---------- | ---------- | ------ |
| # | Club          | G           | W           | G           | V           | V          | T          | Saldo      | Punten |
| 1 | Be Quick '28  | 2           | 1           | 1           | 0           | 9          | 3          | +6         | 4      |
| 2 | HZVV          | 2           | 1           | 0           | 1           | 3          | 8          | −5         | 3      |
| 3 | FC Berghuizen | 2           | 0           | 1           | 1           | 3          | 4          | −1         | 1      |

| Datum   | Tijd  | Team          | Score | Team          |
| ------- | ----- | ------------- | ----- | ------------- |
| 27 aug. | 14:30 | Be Quick '28  | 7 – 1 | HZVV          |
| 22 okt. | 16:15 | HZVV          | 2 – 1 | FC Berghuizen |
| 26 nov. | 14:30 | FC Berghuizen | 2 – 2 | Be Quick '28  |

#### Poule 9
| # | Club               | Wedstrijden | Wedstrijden | Wedstrijden | Wedstrijden | Doelpunten | Doelpunten | Doelpunten | Punten |
| - | ------------------ | ----------- | ----------- | ----------- | ----------- | ---------- | ---------- | ---------- | ------ |
| # | Club               | G           | W           | G           | V           | V          | T          | Saldo      | Punten |
| 1 | The Knickerbockers | 3           | 2           | 1           | 0           | 7          | 2          | +5         | 7      |
| 2 | Be Quick Dokkum    | 3           | 2           | 0           | 1           | 7          | 5          | −1         | 6      |
| 3 | Oranje Nassau      | 3           | 1           | 1           | 1           | 9          | 4          | +5         | 4      |
| 4 | vv Oerterp         | 3           | 0           | 0           | 3           | 0          | 12         | −12        | 0      |

| Datum   | Tijd  | Team            | Score | Team            |
| ------- | ----- | --------------- | ----- | --------------- |
| 27 aug. | 14:30 | Oerterp         | 0 – 3 | Knickerbockers  |
| 21 sep. | 19:30 | Be Quick Dokkum | 3 – 2 | Oranje Nassau   |
| 22 okt. | 14:30 | Knickerbockers  | 3 – 1 | Be Quick Dokkum |
| 22 okt. | 14:30 | Oranje Nassau   | 6 – 0 | Oerterp         |
| 26 nov. | 14:30 | Knickerbockers  | 1 – 1 | Oranje Nassau   |
| 26 nov. | 15:00 | Be Quick Dokkum | 3 – 0 | Oerterp         |

### Achtste finales
Op 16 december 2011 werd er geloot voor de 1/8 finales van het toernooi. In deze fase stroomden de zeven Eredivisie-teams in. Daarnaast namen ook de negen groepswinnaars uit de eerste ronde deel. De Eredivisie-clubs konden niet tegen elkaar loten en de amateurverenigingen speelden thuis indien zij tegen een club uit de Eredivisie speelden. De wedstrijden stonden gepland voor 18 en 19 februari 2012. RKHVV en Telstar stonden op 21 januari al tegenover elkaar. SV Venray tegen VVV-Venlo stond voor 18 februari gepland, maar werd afgelast en op 10 maart ingehaald.
| Team 1             | Res.  | Team 2          |
| ------------------ | ----- | --------------- |
| RKHVV              | 0 – 6 | SC Telstar VVNH |
| Be Quick '28       | 0 – 4 | FC Utrecht      |
| Ter Leede          | 0 – 5 | FC Zwolle       |
| The Knickerbockers | 0 – 5 | FC Twente       |
| SV Saestum         | 0 – 2 | ADO Den Haag    |
| RCL                | 0 – 6 | sc Heerenveen   |
| Reiger Boys        | 1 – 2 | VV Oostkapelle  |
| SV Venray          | 0 – 3 | VVV-Venlo       |

### Kwartfinales
Op 24 februari werd door Claudia van den Heiligenberg en Marèse Nijman na afloop van de wedstrijd FC Zwolle – Telstar in de Eredivisie geloot voor de kwartfinales van het bekertoernooi. Op dat moment was de wedstrijd tussen Venray en VVV-Venlo uit de achtste finales nog niet afgewerkt. Oostkappelle lootte de winnaar van dat duel. In principe een uitwedstrijd, maar omdat Eredivisie-club VVV-Venlo doorging kreeg Oostkapelle een thuiswedstrijd. De wedstrijden werden gespeeld op 16 en 17 maart.
|                     |                  |       |            |                                 |
| 16 maart 2012 19:30 | SC Telstar VVNH  | 1 – 1 | FC Utrecht | TATA Steel Stadion, Velsen-Zuid |
| 16 maart 2012 19:30 | Van Lunteren 45' |       | 9' Roof    | TATA Steel Stadion, Velsen-Zuid |

|  |       | strafschoppen |
|  | 7 – 8 |               |

|                     |              |       |                                                          |                           |
| 16 maart 2012 19:30 | FC Zwolle    | 1 – 4 | ADO Den Haag                                             | FC Zwolle Stadion, Zwolle |
| 16 maart 2012 19:30 | Frijlink 81' |       | 10' Wilmot 65' Jansen 74' Van den Bighelaar 88' Grimberg | FC Zwolle Stadion, Zwolle |

|                     |               |                                         |           |                                    |
| 16 maart 2012 19:30 | sc Heerenveen | 0 – 4                                   | FC Twente | Sportpark Skoatterwâld, Heerenveen |
| 16 maart 2012 19:30 |               | 15' Heuver 53', 90' Pieëte 84' Mijnheer |           | Sportpark Skoatterwâld, Heerenveen |

|                     |                |                                                                                     |           |                                 |
| 17 maart 2012 16:00 | VV Oostkapelle | 0 – 14                                                                              | VVV-Venlo | Sportpark Duinhelm, Oostkapelle |
| 17 maart 2012 16:00 |                | 4x' Van de Donk 3x' Van Erp 3x' Van de Wetering Evers Moorrees Kuijpers Rouwenhorst |           | Sportpark Duinhelm, Oostkapelle |

### Halve finales
Op 16 maart werd na afloop van de kwartfinalewedstrijd FC Zwolle – ADO Den Haag geloot voor de halve finales van het bekertoernooi. Op dat moment was de wedstrijd tussen Oostkapelle en VVV-Venlo uit de kwartfinales nog niet afgewerkt. De wedstrijden werd afgewerkt op 9 april.
|                    |                 |         |            |                                                                         |
| 9 april 2012 14:30 | VVV-Venlo       | 1 – 1   | FC Twente  | Seacon Stadion - De Koel -, Venlo Toeschouwers: 400 Scheidsrechter: Bos |
| 9 april 2012 14:30 | Van de Donk 73' | Verslag | 49' Pieëte | Seacon Stadion - De Koel -, Venlo Toeschouwers: 400 Scheidsrechter: Bos |

|  |       | strafschoppen |
|  | 4 – 3 |               |

|                    |            |         |                  |                                                                        |
| 9 april 2012 14:30 | FC Utrecht | 0 – 1   | ADO Den Haag     | Sportpark SV Saestum, Zeist Toeschouwers: 250 Scheidsrechter: Jan Smit |
| 9 april 2012 14:30 |            | Verslag | 75' Van den Berg | Sportpark SV Saestum, Zeist Toeschouwers: 250 Scheidsrechter: Jan Smit |

### Finale
De finale op 27 mei 2012 ging tussen VVV-Venlo en ADO Den Haag. Het was voor beide ploegen de eerste keer dat ze in de finale stonden. De wedstrijd zou aanvankelijk worden gespeeld in Stadion De Vliert van FC Den Bosch. De betrokken partijen konden het echter niet eens worden over de voorwaarden, waarna door loting in Zeist Den Haag werd aangewezen.
|                   |                                                                              |         |                             |                                                                              |
| 27 mei 2012 14.30 | ADO Den Haag                                                                 | 5 – 2   | VVV-Venlo                   | Kyocera Stadion, Den Haag Toeschouwers: 2.000 Scheidsrechter: Vivian Peeters |
| 27 mei 2012 14.30 | Lisanne Grimberg 16', 55' Renate Jansen 21' Jill Wilmot 66' Eshly Bakker 83' | Verslag | 45+1', 66' Jeslynn Kuijpers | Kyocera Stadion, Den Haag Toeschouwers: 2.000 Scheidsrechter: Vivian Peeters |

| KNVB Beker 2011/12    |
| --------------------- |
| ADO Den Haag 1e titel |

## Deelnemers per ronde
De deelnemers per ronde zijn:
| Deelnemerscategorie | Ronde 1  | Achtste Finale | Kwartfinale | Halve Finale | Finale   | Winnaar   |
| ------------------- | -------- | -------------- | ----------- | ------------ | -------- | --------- |
| Eredivisie          | (bye)    | 7 (44%)        | 7 (88%)     | 4 (100%)     | 2 (100%) | 1 (100 %) |
| Topklasse           | 12 (34%) | 5 (31%)        | 0 (00%)     | 0 (00%)      | 0 (00%)  | 0 (00%)   |
| Hoofdklasse         | 23 (66%) | 4 (25%)        | 1 (13 %)    | 0 (000%)     | 0 (000%) | 0 (000%)  |
| Totaal              | 35       | 16             | 8           | 4            | 2        | 1         |

1980/81 · 1981/82 · 1982/83 · 1983/84 · 1984/85 · 1985/86 · 1986/87 · 1987/88 · 1988/89 · 1989/90 · 
1990/91 · 1991/92 · 1992/93 · 1993/94 · 1994/95 · 1995/96 · 1996/97 · 1997/98 · 1998/99 · 1999/00 · 
2000/01 · 2001/02 · 2002/03 · 2003/04 · 2004/05 · 2005/06 · 2006/07 · 2007/08 · 2008/09 · 2009/10 · 
2010/11 · 2011/12 · 2012/13 · 2013/14 · 2014/15 · 2015/16 · 2016/17 · 2017/18 · 2018/19 · 2019/20 ·
2020/21 · 2021/22 · 2022/23 · 2023/24 · 2024/25